# Волгоградский государственный социально-педагогический университет
Волгоградский государственный социально-педагогический университет (ВГСПУ) — один из крупнейших педагогических вузов Российской Федерации, в котором постоянно обучается несколько тысяч студентов и аспирантов.

## История университета
ВГСПУ, одно из старейших учебных заведений Волгоградской области, был учреждён в 1931 году в соответствии с постановлением Совета Народных Комиссаров СССР и первоначально назывался Сталинградский индустриально-педагогический институт. За всю историю существования этого вуза его официальное название менялось и модифицировалось 4 раза.
В период Сталинградской битвы здание института было полностью разрушено, многие студенты и преподаватели не вернулись с войны. Погибший в 1945 году «профессор из Сталинграда» Дмитрий Михайлович Основин стал национальным героем Чехословакии. Сгорела в огне университетская библиотека.
В 1943 году, сразу после разгрома немецких войск под Сталинградом, началось восстановление здания института расположенного на ул. Академическая (в настоящее время учебный корпус № 2). В 1949 году вузу было присвоено имя Александра Серафимовича Серафимовича. В 1958 году по проекту Главного архитектора Сталинграда В. Е. Масляева было построено новое здание института на проспекте им. В. И. Ленина.
В 1961 году в ходе политических реформ хрущёвского периода город Сталинград был переименован в Волгоград, что соответственно внесло коррективу и в название — Волгоградский государственный педагогический институт. В 60-70-е годы на базе ВГПИ сформировались известные в истории педагогики исследовательские центры Б. Ф. Райского и В. С. Ильина.
В 1992 году вуз превратился в федеральную экспериментальную площадку Южного отделения Российской академии образования и приобрёл статус университета, потеряв при этом имя писателя А. С. Серафимовича.
10 мая 2011 года Министерством образования и науки РФ был подписан приказ о переименовании Волгоградского государственного педагогического университета в Волгоградский государственный социально-педагогический университет.

### Реорганизация
Реорганизован в 2015 году приказом Министерства образования и науки Российской Федерации от 30 декабря 2015 года № 1558 «О реорганизации федерального государственного автономного образовательного учреждения высшего образования „Волгоградский государственный университет“ и федерального государственного бюджетного образовательного учреждения высшего профессионального образования „Волгоградский государственный социально-педагогический университет“ в форме присоединения второго учреждения к первому». Но 21 декабря 2016 г. Министр образования и науки РФ О. Ю. Васильева подписала приказ Минобрнауки России № 1630 «Об отмене приказов Министерства образования и науки Российской Федерации о реорганизации федерального государственного автономного образовательного учреждения высшего образования „Волгоградский государственный университет“ и федерального государственного бюджетного образовательного учреждения высшего образования „Волгоградский государственный социально-педагогический университет“». Таким образом, ВГСПУ сохранил статус самостоятельного образовательного учреждения.

## Структура университета
В структуру университета входят 13 институтов. Основной набор студентов осуществляется на получение степени бакалавра, открыты также 33 магистерские и кандидатские программы и 6 докторантур.
Единый «Учебно-научно-педагогический комплекс непрерывного педагогического образования» помимо самого университета, который является ядром всей программы, включает в себя образовательные учреждения всех уровней от дошкольного до послевузовского, а именно Волгоградский лицей № 8 «Олимпия», Волгоградский мужской педагогический лицей, Волгоградский социально-педагогический колледж, школы и детские сады. С 1992 года учебно-педагогический комплекс разрабатывает идеи непрерывности педагогического образования и взаимодействия педагогики и школьной практики. Новаторский опыт создания такой структуры получил освещение в более чем 30 монографиях.

### Институты
- Институт естественнонаучного образования, физической культуры и безопасности жизнедеятельности
- Институт иностранных языков
- Институт международного образования
- Институт русского языка и словесности
- Институт технологии, экономики и сервиса
- Институт художественного образования

- Институт дополнительного образования
- Институт дошкольного и начального образования
- Институт исторического и правового образования
- Институт математики, информатики и физики
- Институт повышения квалификации и профессиональной переподготовки работников образования
- Институт психолого-педагогического и социального образования
- Институт социальной и коррекционной педагогики

### Кафедры
- Кафедра английского языка и методики его преподавания
- Кафедра английской филологии
- Кафедра вокально-хорового и хореографического образования
- Кафедра всеобщей истории и методики преподавания истории и обществоведения
- Кафедра высшей математики и физики
- Кафедра географии, геоэкологии и методики преподавания географии
- Кафедра живописи, графики и графического дизайна
- Кафедра информатики и методики преподавания информатики
- Кафедра китайского языка
- Кафедра литературы и методики её преподавания
- Кафедра межкультурной коммуникации и перевода
- Кафедра методики преподавания математики и физики
- Кафедра немецкого языка и методики его преподавания
- Кафедра отечественной истории и историко-краеведческого образования
- Кафедра педагогики дошкольного образования
- Кафедра педагогики и психологии начального образования
- Кафедра права и методики преподавания права
- Кафедра психологии образования и развития
- Кафедра романской филологии
- Кафедра русского языка и методики его преподавания
- Кафедра русского языка как иностранного
- Кафедра социальной педагогики
- Кафедра социальной работы
- Кафедра специальной педагогики и психологии
- Кафедра теории и методики биолого-химического образования и ландшафтной архитектуры
- Кафедра теории и методики музыкального образования
- Кафедра теории и методики начального образования
- Кафедра теории и методики обучения изобразительному искусству и дизайна костюма
- Кафедра теории и методики обучения физической культуре и безопасности...
- Кафедра технологии, экономики образования и сервиса
- Кафедра управления персоналом и экономики в сфере образования
- Кафедра физической культуры
- Кафедра эколого-биологического образования и медико-педагогических дисциплин
- Кафедра языкознания

### Диссертационные советы
- Д 212.027.05 (Научные специальности 13.00.01 - Общая педагогика, история педагогики и образования (педагогические науки); 13.00.08 - Теория и методика профессионального образования (педагогические науки))
- Д 999.154.03 (Научная специальность 13.00.02 - Теория и методика обучения и воспитания (информатика, уровни общего и профессионального образования, математика, уровни общего и профессионального образования, физика, уровни общего и профессионального образования) (педагогические науки)[12]

## Международные связи
ВГСПУ поддерживает международные партнёрские отношения с университетами США, Германии, Австралии, Нидерландов, Франции, КНР, Сербии, Чешской республики, Украины, и Казахстана при поддержке Министерства образования России, Совета Европы, Европейского экономического общества, Британского совета, Института им. Гёте, Немецкой службы академических обменов, ЮНЕСКО, правительства США.

## Библиотека и книгоиздательство
В начале 2010-х годов библиотека ВГСПУ имела в распоряжении около 852 тысяч изданий. Наиболее ценной частью коллекции считается фонд научно-исследовательской литературы по психологии и педагогике, представленный монографиями Ю. К. Бабанского, П. П. Блонского, В. И. Водовозова, В. П. Вахтерова, Л. В. Занкова, Я. А. Коменского, П. Ф. Лесгафта, А. С. Макаренко, И. Г. Песталоцци, Н. И. Пирогова, В. А. Сухомлинского, К. Д. Ушинского, Л. С. Выготского, Д. Б. Эльконина, Д. И. Фельдштейна, М.Кле.
Результаты научных исследований публикуются в журнале «Известия ВГПУ» и электронном журнале «Грани познания». Результаты научно-исследовательской работы студентов публикуются в электронном журнале «СтРИЖ».

## Археологическая лаборатория
С 1975 года на базе университета работает археологическая лаборатория научно-исследовательского сектора (руководитель Владислав Иванович Мамонтов), ведущая работы по разведке и анализу особо загрязнённых археологических памятников на территории Котельниковского, Октябрьского, Светлоярского, Калачёвского, Дубовского, Старополтавского, Николаевского и Жирновского районов Волгоградской области. По состоянию на 2010 год, лаборатория выпустила 6 межрегиональных научных сборников «Древности Волго-Донских степей».

## Награды ВГСПУ
- 1976 — Медаль Яна Амоса Коменского от имени президента Чехословакии за успехи в подготовке учительских кадров;
- 1981 — Орден «Знак Почёта» Указом Президиума Верховного Совета СССР[2].

## Ректоры
- Максим Матвеевич Загорулько (1971—1980)
- Станислав Николаевич Глазачев (1980—1987)
- Валерий Иванович Данильчук (1987—2007)
- Николай Константинович Сергеев (2007—2017)
- Александр Михайлович Коротков (с 2017 г. по настоящее время)

## Известные преподаватели, студенты и выпускники
- Бордовская, Нина Валентиновна — академик Российской академии образования.
- Вржесинский, Валентин Иванович — оперный певец (баритон), солист Волгоградского музыкального театра, Народный артист РСФСР (1979).
- Дубровина, Любовь Андреевна — член-корреспондент Национальной академии наук Украины, директор Национальной библиотеки Украины имени В. И. Вернадского.
- Карасик, Владимир Ильич — российский лингвист, доктор филологических наук (1993), профессор Государственного института русского языка им. А. С. Пушкина.
- Крюкова, Ирина Васильевна — российский лингвист, доктор филологических наук (2004), профессор кафедры языкознания Волгоградского государственного социально-педагогического университета.
- Кулишенко, Наталия Алексеевна — писатель, автор первой русскоязычной биографии Елизаветы, королевы-матери Великобритании «Стать королевой. Сталинградская история английской королевы».
- Лукин, Евгений Юрьевич — писатель-фантаст.
- Медриш, Давид Наумович — литературовед, фольклорист.
- Моников, Сергей Николаевич — географ, кандидат географических наук, краевед, председатель Волгоградского отделения Русского географического общества.
- Основин, Дмитрий Михайлович — историк, Герой ЧССР.
- Сложенкина, Марина Ивановна — член-корреспондент РАН, директор Поволжского НИИ производства и переработки мясомолочной продукции.
- Ульянина, Ольга Александровна — член-корреспондент Российской академии образования.